# جون سميث (مجدف)
جون سميث (بالفرنسية: John Smith)‏ (و. 1898 – 1973 م) هو مجدف كندي، شارك في التجديف في الألعاب الأولمبية الصيفية 1924 – رجال ثمانية ‏، توفي عن عمر يناهز 75 عاماً.

## روابط خارجية
- جون سميث على موقع الاتحاد الدولي للتجديف (الإنجليزية)
- جون سميث على موقع اللجنة الأولمبية الدولية (الإنجليزية)
- جون سميث على موقع أوليمبيديا (الإنجليزية)